# Ioannis Melissanidis
Ioannis Melissanidis (Dachau, 27 maart 1977) is een Grieks turner. 
Melissanidis werd geboren in Duitsland als zoon van Griekse immigranten. Op tweejarige leeftijd verhuisde Melissanidis naar het Griekse Thessaloniki.
Melissanidis won tijdens de wereldkampioenschappen 1994 de zilveren medaille op vloer. Melissanidis  behaalde zijn grootste succes met het winnen van olympisch goud tijdens de Olympische Zomerspelen 1996. Melissanidis was de eerste Griekse gouden medaillewinnaar bij het turnen sinds 1906.

## Resultaten

### Olympische Zomerspelen
| Jaar | Plaats  | Resultaten   |
| ---- | ------- | ------------ |
| 1996 | Atlanta | op vloer     |
| 2000 | Sydney  | 7e op sprong |

### Wereldkampioenschappen turnen
| Jaar | Plaats   | Resultaten |
| ---- | -------- | ---------- |
| 1994 | Brisbane | op vloer   |

1932: István Pelle ·
1936: Georges Miez ·
1948: Ferenc Pataki ·
1952: William Thoresson ·
1956: Valentin Moeratov ·
1960: Nobuyuki Aihara ·
1964: Franco Menichelli ·
1968: Sawao Kato ·
1972: Nikolaj Andrianov ·
1976: Nikolaj Andrianov ·
1980: Roland Brückner ·
1984: Li Ning ·
1988: Sergei Charkow ·
1992: Li Xiaoshuang ·
1996: Ioannis Melissanidis ·
2000: Igors Vihrovs ·
2004: Kyle Shewfelt ·
2008: Zou Kai · 
2012: Zou Kai · 
2016: Max Whitlock · 
2020: Artem Dolgopyat · 
2024: Carlos Yulo